# Lethrus chistjakovae
Lethrus chistjakovae är en skalbaggsart som beskrevs av Nikolajev 2003. Lethrus chistjakovae ingår i släktet Lethrus och familjen tordyvlar. Inga underarter finns listade i Catalogue of Life.